# Carajathemis
Genre
Carajathemis est un genre d'insectes de la famille des Libellulidae appartenant au sous-ordre des anisoptères dans l'ordre des odonates. Il ne comprend qu'une seule espèce, Carajathemis simone, qui a été découverte au Brésil en 2012.

## Espèce du genreCarajathemis
- Carajathemis simone Machado, 2012